# Festival international du film de Toronto 2024
Le festival international du film de Toronto 2024, 49e édition du festival (49th annual Toronto International Film Festival ou TIFF), se déroule du 5 au 15 septembre 2024.

## Déroulement et faits marquants

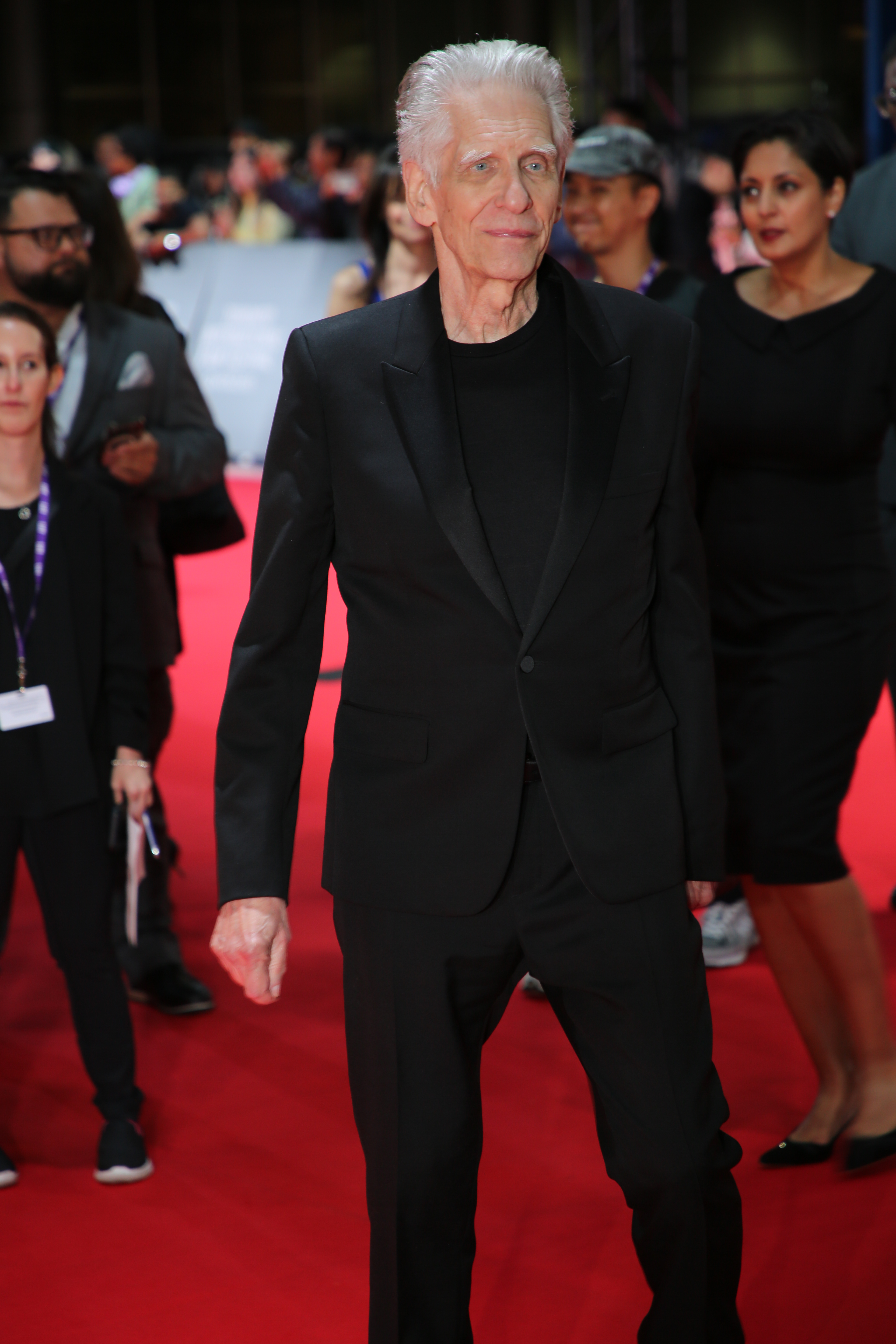
David Cronenberg, lauréat du Norman Jewison Career Achievement Award

Les premiers films sélectionnés sont annoncés le 18 juin 2024, d'autres sont prévus courant juillet. La programmation complète sera dévoilée le 13 août.
Les prix d'honneurs TIFF Tribute Awards (en) seront attribué à David Cronenberg (prix Norman Jewison Award) et Amy Adams. Bien que le nouveau film de Cronenberg Les Linceuls, présenté au festival de Cannes 2024, ne fasse pas partie des six premiers films annoncés le 18 juin, son statut de récipiendaire d'un prix pourrait faire penser que le film y sera également projeté.
Le 15 septembre 2024, le palmarès est dévoilé : le film The Life of Chuck de Mike Flanagan remporte le People's Choice Award, et le film Bergers de Sophie Deraspe remporte le prix du meilleur film canadien,.

## Jury
- Platform : Atom Egoyan, Hur Jin-ho et Jane Schoenbrun
- Films canadiens : Estrella Araiza, Chelsea McMullan, Randall Okita
- Courts métrages : Luis De Filippis, Micah Kernan et Shane Smith

## Sélection

### Gala Presentations
- Andrea Bocelli: Because I Believe de Cosima Spender
- Better Man de Michael Gracey
- Don't Let's Go to the Dogs Tonight de Embeth Davidtz
- Eden de Ron Howard
- Elton John: Never Too Late de R. J. Cutler (en) et David Furnish
- Harbin (하얼빈) de Woo Min-ho
- Les Barbares de Julie Delpy
- Megalopolis de Francis Ford Coppola
- Nutcrackers (film) (en) de David Gordon Green
- Oh, Canada de Paul Schrader
- Road Diary: Bruce Springsteen and The E Street Band de Thom Zimny
- Superboys of Malegaon (en) de Reema Kagti
- Takin' Care of Business de Tyler Measom
- The Deb de Rebel Wilson
- The Friend (en) de Scott McGehee et David Siegel
- The Penguin Lessons (en) de Peter Cattaneo
- The Return de Uberto Pasolini
- Les Linceuls (The Shrouds) de David Cronenberg
- Le Robot sauvage (The Wild Robot) de Chris Sanders
- Unstoppable de William Goldenberg
- Will & Harper (en) de Josh Greenbaum
- William Tell (en) de Nick Hamm

### Special Presentations
- 40 Acres de R. T. Thorne
- All We Imagine as Light de Payal Kapadia
- All of You de William Bridges
- Anora de Sean Baker
- Babygirl de Halina Reijn
- Bird de Andrea Arnold
- Bring Them Down de Christopher Andrews
- Can I Get a Witness? de Ann Marie Fleming
- Os Enforcados de Fernando Coimbra
- Caught by the Tides de Jia Zhangke
- Conclave d'Edward Berger
- Dahomey de Mati Diop
- Emilia Perez de Jacques Audiard
- Deux Sœurs (Hard Truths) de Mike Leigh
- Harvest de Athiná-Rachél Tsangári
- Heretic de Scott Beck et Bryan Woods
- Hold Your Breath de Karrie Crouse et Will Joines
- I'm Still Here de Walter Salles
- I, The Executioner de Ryoo Seung-wan
- K-Pops! (en) d'Anderson .Paak
- Love in the Big City d'E.oni
- Millers in Marriage d'Edward Burns
- Miséricorde d'Alain Guiraudie
- Nightbitch de Marielle Heller
- On Becoming a Guinea Fowl (en) de Rungano Nyoni
- Les Indomptés (On Swift Horses) de Daniel Minahan
- Paul Anka: His Way de John Maggio
- Piece by Piece de Morgan Neville
- Queer de Luca Guadagnino
- Quisling - The Final Days (en) d'Erik Poppe
- Relay de David Mackenzie
- Rez Ball (en) de Sydney Freeland
- Riff Raff de Dito Montiel
- Rumours de Guy Maddin, Evan Johnson et Galen Johnson
- Saturday Night de Jason Reitman
- Sharp Corner! (en) de Jason Buxton
- Shell de Max Minghella
- Bergers de Sophie Deraspe
- Sketch de Seth Worley
- L'Évaluation (The Assessment) de Fleur Fortuné
- The Brutalist de Brady Corbet
- The Cut de Sean Ellis
- The End de Joshua Oppenheimer
- The Fire Inside (en) de Rachel Morrison
- La Jeune Femme à l'aiguille de Magnus von Horn
- The Last Showgirl de Gia Coppola
- The Life of Chuck de Mike Flanagan
- The Luckiest Man in America (en) de Samir Oliveros
- The Order de Justin Kurzel
- The Piano Lesson de Malcolm Washington
- The Room Next Door de Pedro Almodóvar
- The Salt Path de Marianne Elliott
- Vermiglio ou La Mariée des montagnes de Maura Delpero
- L'Amour au présent (We Live in Time) de John Crowley
- Went Up the Hill (en) de Samuel Van Grinsven
- Without Blood de Angelina Jolie
- Young Werther (en) de José Avelino Gilles Corbett Lourenço

### Centrepiece
- Une part manquante de Guillaume Senez
- Addition de Marcelle Lunam
- Chroniques chinoises de Lou Ye
- Anywhere Anytime de Milad Tangshir
- April de Dea Kulumbegashvili
- Beloved Tropic de Ana Endara
- Bliss de Shemi Zarhin
- Bound in Heaven de Huo Xin
- By the Stream de Hong Sang-soo
- Cloud de Kiyoshi Kurosawa
- Crocodile Tears de Tumpal Tampubolon
- Don't Cry, Butterfly de Dương Diệu Linh
- Edge of Night de Türker Süer
- Fanatical: The Catfishing of Tegan and Sara de Erin Lee Carr
- Flow de Gints Zilbalodis
- Front Row de Merzak Allouache
- Happy Holidays de Scandar Copti
- Happyend de Neo Sora
- Jane Austen Wrecked My Life de Laura Piani
- Julie se tait de Leonardo Van Dijl
- Ka Whawhai Tonu - Struggle Without End de Michael Jonathan
- El jockey de Luis Ortega
- Little Jaffna de Lawrence Valin
- Matt and Mara de Kazik Radwanski
- Measures for a Funeral de Sofia Bohdanowicz
- My Sunshine de Hiroshi Okuyama
- Pimpinero: Blood and Oil de Andrés Baiz
- Presence de Steven Soderbergh
- Santosh de Sandhya Suri
- Seven Days de Ali Samadi Ahadi
- L’Histoire de Souleymane de Boris Lojkine
- Sunshine  de Antoinette Jadaone
- Sweet Angel Baby de Melanie Oates
- Los Tortuga de Belén Funes
- The Legend of the Vagabond Queen of Lagos de The Agbajowo Collective
- The Mother and the Bear (en)The Mother and the Bear de Johnny Ma
- The Mountain (en) de Rachel House
- Les Graines du figuier sauvage de Mohammad Rasoulof
- The Swedish Torpedo de Frida Kempff
- The Village Next to Paradise de Mo Harawe
- To a Land Unknown (en) de Mahdi Fleifel
- Under the Volcano de Damian Kocur
- Une langue universelle de Matthew Rankin
- When the Light Breaks de Rúnar Rúnarsson

### Platform
- Daniela Forever de Nacho Vigalondo
- Daughter's Daughter de Huang Xi
- Mr. K de Tallulah H. Schwab
- Paying for It de Sook-Yin Lee
- Pedro Páramo de Rodrigo Prieto
- The Wolves Always Come at Night de Gabrielle Brady
- They Will Be Dust (Polvo serán') de Carlos Marqués-Marcet
- Triumph de Petar Valchanov et Kristina Grozeva
- Viktor  de Olivier Sarbil
- Hiver à Sokcho de Koya Kamura

### Midnight Madness
- Dead Mail de Joe DeBoer et Kyle McConaghy
- Dead Talents Society de John Hsu
- Else de Thibault Emin
- Escape from the 21st Century de Yang Li
- Friendship de Andrew DeYoung
- Ick de Joseph Kahn
- It Doesn't Get Any Better Than This de Rachel Kempf et Nick Toti
- The Gesuidouz de Kenichi Ugana
- The Shadow Strays de Timo Tjahjanto
- The Substance de Coralie Fargeat

### TIFF Classics
- Awaara de Raj Kapoor
- Bona de Lino Brocka
- Essene de Frederick Wiseman
- Masala de Srinivas Krishna
- De beaux lendemains de Atom Egoyan
- Time of Maturity (Reifezeit) de Sohrab Shahid Saless

## Palmarès
| Prix                                                           | Film                                                                 | Réalisateur(s)                              |
| -------------------------------------------------------------- | -------------------------------------------------------------------- | ------------------------------------------- |
| People's Choice Award                                          | The Life of Chuck                                                    | Mike Flanagan                               |
| People's Choice Award, First Runner Up                         | Emilia Perez                                                         | Jacques Audiard                             |
| People's Choice Award, Second Runner Up                        | Anora                                                                | Sean Baker                                  |
| People's Choice Award: Documentary                             | The Tragically Hip: No Dress Rehearsal                               | Mike Downie                                 |
| People's Choice Award: Documentary, First Runner Up            | Will & Harper                                                        | Josh Greenbaum                              |
| People's Choice Award: Documentary, Second Runner Up           | Your Tomorrow                                                        | Ali Weinstein                               |
| People's Choice Award: Midnight Madness                        | The Substance                                                        | Coralie Fargeat                             |
| People's Choice Award: Midnight Madness, First Runner Up       | Dead Talents Society                                                 | John Hsu                                    |
| People's Choice Award: Midnight Madness, Second Runner Up      | Friendship                                                           | Andrew DeYoung                              |
| Prix Platform                                                  | They Will Be Dust (Polvo serán)                                      | Carlos Marqués-Marcet                       |
| Prix Platform, (mention honorable)                             | Daughter's Daughter                                                  | Sylvia Chang (interprétation)               |
| Meilleur film canadien                                         | Bergers                                                              | Sophie Deraspe                              |
| Meilleur film canadien découverte                              | Une langue universelle                                               | Matthew Rankin                              |
| Meilleur film canadien découverte, (mention honorable)         | Vous n'êtes pas seuls                                                | Marie-Hélène Viens et Philippe Lupien       |
| Meilleur court métrage canadien                                | Are You Scared to Be Yourself Because You Think That You Might Fail? | Bec Pecaut                                  |
| Meilleur court métrage international                           | Deck 5B (Däck 5B)                                                    | Malin Ingrid Johansson                      |
| Meilleur court métrage international (mention honorable)       | Quota (Quotum)                                                       | Job Roggeveen, Joris Oprins, Marieke Blaauw |
| Prix FIPRESCI                                                  | Mother Mother                                                        | K'Naan                                      |
| Prix Netpac « for World or International Asian Film Premiere » | The Last of the Sea Women                                            | Sue Kim                                     |